# Каметаро Ііджіма
Іїдзіма Каметаро (яп. — 飯島亀太郎, інший варіант перекладу на укр. Ііджіма Каметаро, англ. — Iijima Kametaro) — японський дипломат, консул Японської імперії в Одесі (1902-1904, 1906).

## Життєпис
У 1893 році закінчив Токійський університет, працював секретарем при японській дипломатичній місії у Петербурзі.
У 1902 році був призначений консулом Японії в Одесі. У травні 1902 року надіслав перший свій звіт на посаді консула, присвячений дослідженню економічних умов Одеси, наводив відомості про стан цукрової промисловості та сільського господарства.
Приймав активну участь у зборі інформації щодо російського Чорноморського військово-морського флоту.
Перед початком російсько-японської війни МЗС Японії, відповідно до клопотання японського генерального штабу, доручило К. Іїдзімі здійснювати кураторство західних інформаторів. Серед останніх був Т. Дж. МакКенон, кореспондент журналу «The Times».
Наприкінці 1903 року згідно з повідомленнями японського консульства, значна частина японців, що мешкали в Одесі, виїхали на батьківщину.
25 січня 1904 року міністр закордонних справ Японії Комура Дзютаро наказав припинити діяльність консульства в Одесі. К. Іїдзіма залишив місто 26 січня 1904 року, за день до початку військових дій.
У 1904 р. мав декілька відряджень до Стамбулу, з метою дослідження пересування російського флоту в Чорноморській акваторії. 
Після закінчення війни 1904—1905 рр. 2 березня 1906 року Одеському градоначальнику надійшло повідомлення від Департаменту поліції з клопотанням від Японії про надання дозволу К. Іідзімі виконувати консульські обов'язки у Одесі. Офіційно К. Іідзіма був визнаний в якості японського консула в Одесі за наказом імператора Миколи II від 15 квітня 1906 р. У післявоєнний період К. Іідзіма продовжив свою консульську діяльність.
Наприкінці серпня 1906 р. Каметаро Ііджім виїхав до Японії у відпустку, управління справами консульства ним було передано секретарю консульства полковнику Наохіко Фукуді. З відпустки Каметаро Ііджіма до Одеси не повернувся, оскільки отримав призначення консулом в Індію.
У 1907—1913 рр. — японський консул у місті Калькутта (Індія)
У 1913—1916 рр. — Генеральний консул Японії у місті Нью-Йорк (США).
До 1918 року — перебував на службі у МЗС Японії.